# Привес, Михаил Григорьевич
Михаи́л Григо́рьевич При́вес (1904—2000) — советский и российский анатом, исследователь влияния трудовой деятельности на строение опорно-двигательного аппарата и сосудистой системы, адаптации сосудистой системы к условиям космических полетов, также известен внедрением рентгенографии в изучение лимфатической системы и внедрением рентгенологического метода в изучение нормальной анатомии.
М. Г. Привес является автором пяти монографий и шести изобретений. В 1958 году с соавторами П. К. Лысенковым и В. Н. Бушковичем опубликовал учебник анатомии человека, который на протяжении десятилетий выдержал под редакцией М. Г. Привеса более десяти переизданий на русском и иностранных языках. Многочисленные ученики М. Г. Привеса (более 100 кандидатов и докторов наук) отдали должное его памяти, обеспечив посмертное издание его учебника «Анатомия человека».

## Биография
Родился в местечке Казанка (Елисаветградский уезд Херсонской губернии), в семье провизора Герша (Гирша) Михелевича Привеса, у которого в местечке была собственная аптека. В 1911 году семья перебралась в Козлов (Тамбовской губернии), где отец открыл новую аптеку, располагавшуюся в доме Порецких на Монастырской улице. В 1920 году вместе с сестрой Людмилой поступил на медицинский факультет Воронежского университета.
После окончания в 1926 году медицинского факультета Воронежского университета был оставлен клиническим ординатором факультетской хирургической клиники университета, а в 1930 году был зачислен аспирантом Государственного рентгенологического и радиологического института в Ленинграде в лабораторию нормальной и сравнительной анатомии. Эту лабораторию М. Г. Привес возглавлял в 1937—1953 годах, а также в 1937—1977 годах являлся заведующим кафедрой нормальной анатомии 1 Ленинградского медицинского института им. акад. И. П. Павлова. В период 1977—2000 годов работал в должности профессора-консультанта кафедры нормальной анатомии СПбГМУ.
Во время эвакуации института в Красноярск (1942—1944) был одним из организаторов и первым директором Красноярского медицинского института.
М. Г. Привес в течение многих лет являлся заместителем председателя Правления Всесоюзного общества анатомов, гистологов и эмбриологов, заместителем главного редактора журнала «Архив анатомии, гистологии и эмбриологии», в последние годы был Почётным членом Всесоюзного и Всероссийского научных обществ анатомов, гистологов и эмбриологов, много лет возглавлял Ленинградское научное общество анатомов, гистологов и эмбриологов, а потом до последних дней жизни был Почётным его председателем.
Умер в 2000 году. Похоронен на Смоленском православном кладбище.

## Семья
Жена — Раиса Александровна Привес-Бардина (урождённая Бардина, 1917—2013), доктор медицинских наук, прошла путь от ассистента до профессора возглавляемой мужем кафедры нормальной анатомии, после смерти М. Г. Привеса стала редактором посмертного переиздания его учебника.

## Научная деятельность
Степень кандидата медицинских наук была присуждена Привесу в 1935 году без защиты диссертации, а 1937 году он защитил докторскую диссертацию по теме «Кровоснабжение длинных трубчатых костей человека» под руководством М. И. Неменова.
Производил изучение анатомии не только на трупном материале, но и непосредственно на живом человеке, для чего разработал и использовал несколько методов рентгенологического исследования: мягкие рентгеновы лучи (Букки), томография, электрорентгенография. М. Г. Привес является первым учёным, которому удалось получить рентгеновские снимки нервов.
Совместно с сотрудниками института занимался изучением внутриорганных артерий всех внутренних органов методом рентгенографии и показал наличие в них не концевых артерий, а анастомозов.
В 1933 году одним из первых разработал рентгенологический метод исследования лимфатической системы и применил рентгенокимографию для исследования пульсации лимфатических сосудов. В 1936 году Привес впервые получил рентгенограммы лимфатических сосудов живого человека, а в 1947 году — также впервые сообщил о морфологических изменениях в лимфатической системе, вызванных повреждением коры полушарий большого мозга.
М. Г. Привес начал систематически разрабатывать анатомию людей различных трудовых и спортивных профессий, исследовав перестройку костей и суставов, характерную для определенного вида деятельности при помощи рентгенологического метода.
Совместно с сотрудниками института также одним из первых начал развивать анатомию, впоследствии названную «космической», одним из первых в стране стал разрабатывать «ультразвуковую анатомию».
Совместно с химиками Ленинграда изобрел бесформалиновый метод консервирования анатомических препаратов, сохраняющих естественный цвет, объем и эластичность и не требующих специальной посуды и консервирующих жидкостей.
Составил и издавал Атлас по анатомии, который отличается качеством информации, использующийся во многих медицинских институтах мира. Является автором «Космической анатомии».
Кафедра нормальной анатомии ПСПбГМУ названа в честь Михаила Григорьевича Привеса.

## Научные труды
М. Г. Привес является автором более 200 научных трудов.
- Привес М. Г. Кровоснабжение длинных трубчатых костей человека: Анатомиеское и рентгено-анатомическое исследование / С предисловием заслуженного деятеля науки, профессора М. И. Неменова. Л.: Государственный рентгенологический, радиологический и раковый институт, 1938. — 260 с.
- Привес М. Г. Методы консервирования анатомических препаратов. — Л.: Медгиз, 1956. — 128 с.
- Лысенков Н. К., Бушкович В. И., Привес М. Г. Учебник нормальной анатомии человека. — Л.: Медгиз, 1958. — 784 с.
- Привес М. Г. Анатомия человека. — 12-е издание. — СПб.: СПбМАПО, 2009. — 720 с.
- Привес М. Г. Космическая анатомия.

## Награды и звания
- Заслуженный деятель науки РСФСР (06.04.1963);
- Орден Дружбы народов (28.10.1994) — за большой личный вклад в развитие медицинской науки и подготовку высококвалифицированных специалистов[17];
- Большая серебряная (07.05.1962), Серебряная (06.06.1963) медали, Диплом почёта (22.02.1965) ВДНХ СССР[18];
- академик Международной академии интегративной антропологии.